# Берток, Марио
Марио Берток (хорв. Mario Bertok; 2 сентября 1929, Загреб — 20 августа 2008) — хорватский, ранее югославский, шахматист; международный мастер (1957). Журналист.

## Шахматная карьера
Участник 15 чемпионатов Югославии, в том числе в 1949 и 1960 — 2-е место. Зональный турнир ФИДЕ (Будапешт, 1960) — 2—5-е место; межзональный турнир (Стокгольм, 1962) — 17—18-е место. В составе команды Югославии участник Олимпиады 1960, где выступал на 4-й доске (7½ очков из 13), а также первых двух командных чемпионатов Европы и матчей СССР — Югославия.
Лучшие результаты в международных турнирах: Сан-Бенедетто-дель-Тронто (1956) — 3—4-е; Братислава (1957) — 2—3-е; Порторож (1958) — 1—2-е; Краков (1959) — 2-е; Загреб (1964) — 4-е; Реджо-нель-Эмилия (1965, 1970) — 1—4-е и 2—4-е; Винковци (1977) — 3—5-е места.

## Изменения рейтинга
| Графики недоступны из-за технических проблем. См. информацию на Фабрикаторе и на mediawiki.org. |